# Hinkali
Hinkali (gruzinsko ხინკალი) je vrsta testenine in specialiteta tradicionalne gruzijske kuhinje. Hinkaliji so podobni velikim žlikrofom, nadevajo pa se z različnimi sestavinami, najpogosteje z mletim mesom.

## Priprava
Za nadev se je izvorno uporabljala grobo narezana jagnjetina, danes pa pogosteje uporabljajo mleto govedino in svinjino, začinjeno s česnom, čebulo, poprom in soljo. Pogosto se doda sveže liste koriandra, peteršilja in kumine. Namesto z mesom so lahko polnjeni tudi s sirom ali z zelenjavo. Tanko razvaljano testo se pripravi iz moke, vode in soli. Zmes za nadev se razdeli na narezane kose testa, ki se nato zapognejo v obliko mošnjička z (vsaj dvajsetimi) naborki. Kuhajo se v slani vodi in postrežejo posuti s črnim poprom.
Hinkali se jé z rokami, pri čemer se ga s prsti drži za vrh – gruzijsko imenovan kudi, »klobuk« – v testo pa se zagrize in izpije sok iz notranjosti, šele nato se pojé preostanek. Uporaba pribora je proti bontonu, saj se ob tem razlije sok, ki je najbolj cenjen del hinkalija. Vrha, ki je trši, običajno ne pojedo, temveč ga pustijo na krožniku, priljubljena navada pa je štetje vrhov ob koncu obroka in primerjanje, koliko hinkalijev je kdo pojedel.

## Poreklo
Po nekaterih virih so hinkalije na območje Gruzije v 13. stoletju prinesli mongolski zavojevalci, kljub temu pa danes velja za nepogrešljiv del gruzijske kulture. V Gruziji sta njegova domovina Pšavija in Tušetija, gorati pokrajini na severovzhodu države. Za najboljše veljajo hinkaliji iz mesta Pasanauri.